# Auckland City FC
Auckland City FC – nowozelandzki klub piłkarski z siedzibą w Auckland. Założony w 2004 roku, występuje w rozgrywkach New Zealand Football Championship.

## Historia

### Początki i powstanie (2004)
Auckland City FC został założony 3 lutego 2004 roku w dzielnicy Sandringham w Auckland. Klub powstał w wyniku reorganizacji nowozelandzkiego futbolu i utworzenia New Zealand Football Championship (NZFC), mającego na celu podniesienie poziomu rozgrywek krajowych. Auckland City FC od razu dołączył do NZFC jako jeden z ośmiu zespołów założycielskich.
Bezpośrednim poprzednikiem klubu jest Central United FC, założony w 1962 roku przez imigrantów z Dalmacji. Central United FC i Auckland City FC dzielą stadion Kiwitea Street oraz mają wspólne struktury organizacyjne.

### Sukces w pierwszym sezonie
Auckland City FC od samego początku istnienia odnosił sukcesy na krajowej scenie piłkarskiej. W sezonie 2004/2005, będącym inauguracyjnym sezonem NZFC, klub zdobył mistrzostwo, pokonując Waitakere United 3–2 w finale. Od tego czasu Auckland City FC zdobył 10 tytułów mistrza Nowej Zelandii, co czyni go najbardziej utytułowanym klubem w kraju.
W 2022 roku klub po raz pierwszy zdobył Chatham Cup, najstarsze krajowe trofeum piłkarskie w Nowej Zelandii, pokonując Eastern Suburbs 1–0 w finale. 

### Sukcesy kontynentalne
Na arenie międzynarodowej Auckland City FC odnosił znaczące sukcesy w Lidze Mistrzów OFC (Oceania Football Confederation). Klub zdobył to trofeum rekordowe 13 razy, w tym siedem razy z rzędu w latach 2011–2017, co stanowi rekord w historii rozgrywek kontynentalnych.
Dzięki tym sukcesom Auckland City FC regularnie reprezentował Oceanię w Klubowych Mistrzostwach Świata FIFA. Największym osiągnięciem klubu w tych rozgrywkach było zdobycie trzeciego miejsca w sezonie 2014/2015 roku, co jest najlepszym wynikiem w historii dla klubu z Oceanii.

### Zmiany trenerskie i dalszy rozwój
W 2019 roku, po 11 latach pracy, klub opuścił długoletni trener Ramon Tribulietx. Jego następcą został José Figueira, a następnie Albert Riera, były zawodnik Auckland City FC, który objął funkcję trenera w 2021 roku.
W 2025 roku trenerem Auckland City FC został ponownie Paul Posa, który wcześniej prowadził klub w latach 2006–2009. Jego powrót ma na celu kontynuację sukcesów i przygotowanie zespołu do udziału w rozszerzonych Klubowych Mistrzostwach Świata FIFA.

## Herb i barwy
Herb Auckland City FC przedstawia Sky Tower i wyspę Rangitoto, charakterystyczne punkty orientacyjne Auckland, oraz kotwicę symbolizującą morską historię miasta. Żółto-biała szachownica nawiązuje do powiązań z Central United FC. Barwy klubowe to granatowe koszulki i spodenki z białymi skarpetami.

## Sukcesy
- 10 Mistrzostw kraju (2005, 2006, 2007, 2009, 2014, 2015, 2018, 2020, 2022, 2023)[4]
- 1 Puchar kraju (2022)[4]
- 13 Lig Mistrzów OFC (2006, 2009, 2011, 2012, 2013, 2014, 2015, 2016, 2017, 2022, 2023, 2024, 2025)[4]
- 5 Superpucharów Nowej Zelandii (2012, 2014, 2016, 2017, 2020)[4]

### Królowie strzelców Auckland City FC[13]
| Liga, sezon     | Imię i nazwisko | Liczba bramek |
| --------------- | --------------- | ------------- |
| NZFC, 2013/2014 | Emiliano Tade   | 12            |
| NZFC, 2015/2016 | Ryan de Vries   | 13            |
| NZFC, 2017/2018 | Emiliano Tade   | 14            |
| NZFC, 2019/2020 | Myer Bevan      | 15            |

## Piłkarze

### Najwięcej meczów w barwach Auckland City FC[14]
Statystyka jest aktualizowana po zakończeniu każdego sezonu (ostatnia aktualizacja: 13.05.2025).
| Lp. | Imię i nazwisko  | Występów | Pierwszy i ostatni mecz w Auckland |
| --- | ---------------- | -------- | ---------------------------------- |
| 1.  | Emiliano Tade    | 211      | 2011–2023                          |
| 2.  | Ángel Berlanga   | 210      | 2013-2023                          |
| 3.  | Ryan De Vries    | 200      | 2013–                              |
| 4.  | Cameron Howieson | 171      | 2017–2024                          |
| 5.  | Ivan Vicelich    | 159      | 2008–2016                          |

### Najwięcej bramek w barwach Auckland City FC[20]
| Lp. | Imię i nazwisko | Bramki | Pierwszy i ostatni mecz w Auckland |
| --- | --------------- | ------ | ---------------------------------- |
| 1.  | Emiliano Tade   | 138    | 2011–2023                          |
| 2.  | Ryan De Vries   | 89     | 2013–                              |
| 3.  | Angus Kilkolly  | 65     | 2021-                              |
| 4.  | Dylan Manickum  | 47     | 2018-                              |
| 5.  | Manel Expósito  | 40     | 2011-2013                          |

Pogrubiono zawodników, którzy dalej grają w Auckland FC w sezonie 2025